# به عشق اعتماد داریم
به عشق اعتماد داریم (انگلیسی: In Love We Trust؛ و به چینی: 左右; پین‌یین: Zuǒ yòu; به معنای «left, right"») یک فیلم به کارگردانی وانگ زیائوشوای است که در سال ۲۰۰۸ منتشر شد. از بازیگران آن می‌توان به یو نان اشاره کرد.
فیلم در سال ۲۰۰۸ میلادی به بخش رقابتی جشنواره بین‌المللی فیلم برلین ، پنجاه و هشتمین دوره، راه یافت و در نهایت  برندهٔ جایزهٔ خرس نقره‌ای برای بهترین فیلم‌نامه شد.
فیلم داستان زندگی زنی را به تصویر می‌کشد که برای نجات جان دختر بیمارش تلاش می‌کند.

## خلاصه داستان
فیلم به یک موضوع بغرنج انسانی در چین امروزی می‌پردازد. در این فیلم دختربچه‌ای به بیماری سرطان مبتلا می‌شود و والدین او که چند سالی است از یکدیگر جدا شده‌اند و هریک ازدواج مجدد کرده‌اند در برابر تصمیمی باور نکردنی قرار می‌گیرند: پدر و مادر تنی این تنها فرزند برای اهدای مغز استخوان و درمان احتمالی کودک خود نامناسب‌اند، بنابراین، تنها راه به نظر پزشکان، اهدای مغز استخوان از خواهر یا بردار دختر می‌تواند باشد. والدین برای نجات دختر خود مجبورند فرزندی دیگر به دنیا آورند. راهی غیرمعقول و بن‌بستی اخلاقی از یک سو و مسئله مرگ و زندگی از سوی دیگر، مرکز گفتگوها میان دو زوج در این فیلم است.
آنچه در این فیلم برجسته می‌نماید، مشکلات و روابط شخصی افراد و تنگناهای اخلاقی است.